# Елизабет Харп
Елизабет „Ели“ Харп је измишљени лик из америчке телевизијске серије „Три Хил“, којег игра америчка глумица Шерил Ли.
Ели је у младости била зависна кокаина. Родила је Пејтон, али ју је након само неколико дана дала на усвајање. Међутим, код ње се касније пробудила жеља за дететом те је кренула у потрагу за својом кћерком. На крају друге сезоне серије успева да пронађе Пејтон, представљајући јој се као новинарка која жели да напише интервју о Пејтон. Међутим, Пејтон убрзо открива да је Ели у ствари њена биолошка мајка. Временом, Пејтон успева да оствари добар однос са њом, али Ели убрзо умире од рака дојке.